# 綾瀬川断層
綾瀬川断層（あやせがわだんそう）は、東京圏北東部（埼玉県鴻巣市－千葉県市川市）に存在する活断層である。

## 概要
綾瀬川断層は1981年（昭和56年）にお地形および東京軽石層の分布高度などの検討結果などから初めて存在が認められた。箱根ヶ崎断層などと並び東京都心に近接した活断層の一つであり、この断層の正確な位置や活動周期を知ることは首都圏防災にとって重要であった。近年まで綾瀬川断層の広がりや変動分布などは断片的にしか分かっておらず、非常に不明瞭な活断層であったが、1996年（平成8年）に埼玉県が反射法探査やボーリング調査を実施したところ、その活動度は低いことが明らかになった。過去にも大きな地震を起こしたという記録が無いため、正確な活動頻度は未だに解明されていない。東洋大学渡辺満久によれば、市川市行徳の江戸川河口付近で断層が確認されており、調査が継続されている。
深谷断層とともに関東平野北西縁断層帯を構成している。
鴻巣市南端、桶川市加納地区、上尾市、伊奈町、さいたま市見沼区深作地区、草加市、葛飾区、市川市にかけて存在し、綾瀬川低地に存在していたことからこのように命名された。この綾瀬川断層の北東方向にある久喜断層とに挟まれた地域を元荒川構造帯と呼称する（政府地震調査研究推進本部が公表している『深谷断層帯・綾瀬川断層（関東平野北西縁断層帯・元荒川断層帯）』によれば末端部の範囲が異なり、埼玉県鴻巣市から北本市、桶川市、北足立郡伊奈町、上尾市、蓮田市、春日部市、さいたま市、越谷市などを経て川口市に至る断層で長さは約38kmとなる可能性があるとされている）。
綾瀬川断層のうち、東南部の伊奈町−川口市区間の長さは約19km。断層形態、ずれの向きは不明であり、地震調査研究推進本部地震調査委員会が2000年に評価した「元荒川断層帯の評価」で活断層ではないとされた元荒川断層帯南部区間にほぼ一致するとされる。
四国－紀伊半島から関東にまたがる日本最大の断層である中央構造線の一部がこの綾瀬川断層付近まで延びているとする研究がある。